# Walterswil, Solothurn
Walterswil är en ort och kommun i distriktet Olten i kantonen Solothurn, Schweiz. Kommunen har 749 invånare (2023).